# Belfast (Nouvelle-Zélande)
Pour les articles homonymes, voir Belfast (homonymie).
Belfast est une banlieue de la ville de Christchurch, située dans l’Île du Sud de la Nouvelle-Zélande.

## Situation
Elle est localisée au nord de la cité à 10 km du square de la cathédrale de Christchurch (en), près de la rive du fleuve Waimakariri.

## Histoire
Belfast est dénommée d’après le nom de la ville de Belfast en Irlande du Nord. 
Elle était initialement connue comme le « District de North Road », « Seven Mile Peg », « Styx », ou par son nom en langage Māori de « Purarekanui ».
James McNeight Watt (1838–1892), un émigrant de Belfast, fut un partenaire de l’usine de conditionnement de la viande, autour de laquelle la ville a grandi et qui développa beaucoup le secteur et est supposé lui avoir donné son nom actuel.

## Démographie
Selon le recensement de 2006 en Nouvelle-Zélande : la localité de Belfast avait 6 426 habitants.

## Installations
Belfast est bien connu pour les travaux concernant la conservation par le froid avec la «Northwood New World» et la «Northwood 'Supa Centa», qui abrita le groupe The Warehouse, le supermarché Countdown (en), « Smiths City» et un restaurant Subway : le Barracutta bar, qui est maintenant appelé Styx and Stones, y fut ouvert en 2006.

## Activité
L’extrémité nord de la banlieue abrite l’industrie de la lumière. 
Dans les années récentes, la subdivision de la société Northwood fut installée près de Belfast. 
Cette partie de la banlieue de Belfast, est souvent considérée comme une subdivision et une région autonome.

## Loisirs
Belfast est le siège du “ Belfast Rugby Club”, qui participe aux compétitions de rugby de la région de Christchurch.
Les couleurs de son équipe sont le vert et or.
Son principal terrain de sports est « Sheldon Park ».

## Personnalités notables
- Jamie Nutbrown (joua comme Waikato Chiefs en rugby Super 14), anciennement le Canterbury Crusaders 1/2 Back et est maintenant une référence en Super Rugby.
- Les McFadden, couronnés en 2006 de la médaille du ‘Queens service’ pour ses services pour la communauté)
- Shane Bond (en), ancien joueur de l’équipe de cricket de Nouvelle-Zélande des Black Caps
- Billy Bush (ancien All-Black), maintenant président du club de rugby de Belfast  Belfast Rugby Club) (les Cobras)
- Wayne Smith (entraineur-assistant des All Black)
- Craig Green (Ancien All Black)